# فرودگاه صحرایی فک
فرودگاه صحرایی فک (به انگلیسی: Fik Airfield) یک فرودگاه خصوصی است که یک باند فرود آسفالت دارد و طول باند آن ۱۳۰۰ متر است. این فرودگاه در کشور اسرائیل قرار دارد و در ارتفاع ۳۷۱ متری از سطح دریا واقع شده است.